# Zyprisches Olympisches Komitee
Das Zyprische Olympische Komitee (Serbisch-Kyrillisch: Олимпијски комитет Босне и Херцеговине) ist das Nationale Olympische Komitee von Zypern.

## Organisation
Mitglieder des Komitees sind 31 Sportverbände, die den Exekutivrat wählen, der sich aus dem Präsidenten und zwölf Mitgliedern zusammensetzt.
Das NOK organisierte zweimal die Spiele der kleinen Staaten von Europa, 1989 und 2009.

## Geschichte
Das Olympische Komitee von Zypern wurde am 10. Juni 1974 gegründet und wurde 1979 vom Internationalen Olympischen Komitees anerkannt. Davor nahmen zypriotische Athleten als Vertreter Griechenlands an internationalen Wettkämpfen teil. Zu den bekanntesten Zyprioten, die Griechenland vertreten haben, gehören Ioannis Frangoudis (dreifacher Medaillengewinner im Schießen in Athen 1896), Aristidis Konstantinidis (Goldmedaillengewinner im Radsport in Athen 1896), Stavros Tziortzis (7. im 400-m-Hürdenlauf in München 1972) und Lakis Georgiou Psimolofitis (8. im Tontaubenschießen in München 1972).